# Přírodní park Kamenné vrchy
Přírodní park Kamenné vrchy je chráněné území – přírodní park v Karlovarském kraji v okrese Cheb. Byl vyhlášen v roce 1995 Okresním úřadem v Chebu.

## Popis území
Přírodní park zaujímá oblast při státní hranici s Německem od Vojtanova, kde má krátkou společnou hranici s Přírodním parkem Halštrov, přes Skalnou a Plesnou až k turistickému hraničnímu přechodu Luby – Wernitzgrün. U Lubů má park přibližně 3 km dlouhou společnou hranici s Přírodním parkem Leopoldovy Hamry. Území parku se nachází v geomorfologickém celku Smrčiny, jižní část je na rozhraní Smrčin a Chebské pánve. Nejvyšší nadmořskou výškou v parku je vrchol Liščí hory (658 m n. m.).

### Geologie
Geologické podloží v severní části tvoří fylity krušnohorského krystalinika, v jižní části žuly smrčinského plutonu, případně ruly a svory , okrajově písky, jíly a štěrkopísky vildštejnského souvrství Chebské pánve. V oblasti doznívá tektonická činnost, která se zde projevuje seismickými otřesy. Nejsilnější otřes 21. 12. 1985 poškodil v Plesné a Skalné přibližně 15 % domů. Vodní toky na území parku náleží k povodí Ohře, k významnějším patří Plesná a Sázek. V blízkosti Velkého Luhu je několik menších rybníků a zatopené kaolinové lomy. Vyvěrá zde řada minerálních pramenů, mezi nejznámější patří upravený pramen Plesenské kyselky, kam jezdí lidé pro chutnou minerálku.

### Flora a fauna
Na území převládají smrkové a borové lesy, místy relikty původních buků a dubů. Pestrá vegetace odpovídá rozmanitému geologickému podloží, nachází se zde rostliny typické pro mokřadní ekotypy i suchomilná květena. Z vzácnějších obojživelníků žije na území parku hojně čolek horský (Triturus alpestris), potvrzen byl i čolek hranatý (Triturus helveticus). Pravidelně zde hnízdí výr velký (Bubo bubo), v lokalitě Velký rybník u Skalné bylo doloženo hnízdění vodouše kropenatého (Tringa ochropus).

## Turismus
Parkem prochází několik turistických stezek. V jižní části je to zeleně značená, která vede středem parku od Skalné do Plesné. Téměř po celé východní hranici parku prochází červeně značená od Skalné do Horních Lubů. Mezi turisticky nejvíc vyhledávané cíle patří hrad Vildštejn (něm. Wildstein) ve Skalné, jeden z nejstarších a nejzachovalejších románských (vodních) hradů v Česku. Na území parku bylo vybudováno zajímavé kopcovité golfové hřiště v Horních Lubech.